# Afghanistan ved sommer-OL 2016
Afghanistan deltog ved sommer-OL 2016 i Rio de Janeiro, Brasilien i perioden 5. august til 21. august.